# Baeckea
- Commons
- Wikispecies

Baeckea L. é um género botânico pertencente à família Myrtaceae.
São, essencialmente, espécies arbustivas, semelhantes ao género Leptospermum. São nativas da Austrália (onde ocorre a maior distribuição), Nova Caledónia e Sudeste da Ásia. Muitas espécies estão, actualmente colocadas nos géneros Babingtonia,  Ochrosperma, Triplarina, Euryomyrtus e Rinzia.

## Sinonímia
| - Allostis - Babingtonia - Camphoromyrtus - Cyathostemon - Drosodendron | - Eremopyxis - Ericomyrtus - Euryomyrtus - Harmogia - Imbricaria | - Jungia - Mollia - Murrinea - Neuhofia - Oxymyrrhine | - Schidiomyrtus - Tetrapora - Tetraspora - Tjongina - Triplarina |

## Espécies
| - Baeckea camphorosmae Endl. - Baeckea crassifolia Lindl. - Baeckea diosmifolia Rudge | - Baeckea grandiflora Benth. - Baeckea linifolia Rudge - Baeckea utilis F.Muell. ex Miq. |

- Lista completa

## Classificação do gênero
| Sistema | Classificação                     | Referência               |
| ------- | --------------------------------- | ------------------------ |
| Linné   | Classe Octandria, ordem Monogynia | Species plantarum (1753) |